# La Fièvre du jeu
Pour plus de détails, voir Fiche technique et Distribution.
La Fièvre du jeu (Fever Pitch) est un film américain de 1985 réalisé par Richard Brooks, avec en vedette Ryan O'Neal.
Il fut nommé pour quatre Razzie Awards : pire film, pire réalisateur, pire scénario et pire bande originale, ce qui a notamment contribué par la suite à la nomination de Ryan O'Neal comme pire acteur de la décennie, finalement battu par Sylvester Stallone - comme pour les quatre nominations de La Fièvre du jeu, à chaque fois battu par le film de Sylvester Stallone Rambo 2 : La Mission.

## Fiche technique
- Titre : La Fièvre du jeu
- Titre original : Fever Pitch
- Réalisation : Richard Brooks
- Scénario : Richard Brooks
- Musique : Thomas Dolby
- Photographie : William A. Fraker
- Montage : Jeff Jones
- Production : Freddie Fields
- Société de production : Metro-Goldwyn-Mayer
- Société de distribution : MGM/UA Entertainment Company (États-Unis)
- Pays de production :  États-Unis
- Genre : drame
- Durée : 96 minutes
- Date de sortie :
  - États-Unis : 22 novembre 1985

## Distribution
- Ryan O'Neal : Steve Taggart
- Catherine Hicks : Flo
- Giancarlo Giannini : Charley
- Chad Everett : Dutchman
- Bridgette Andersen : Amy
- Johnny Sekka : Chocolate